# Diprotodontia
A Diprotodontia az erszényesek (Marsupialia) egy rendje. A közismert erszényesek többsége, így a kenguruk és a koalák is ebbe a csoportba tartoznak.
A régi rendszertanokban használatos volt a rend kevésfogú erszényesek magyar elnevezése. Az elnevezés onnan ered, hogy az 1940-es évek előtt az erszényeseket a fogazatuk alapján osztották fel kevésfogú, illetőleg sokfogú erszényesekre (Polyprotodontia). Bár ezt a felosztást George Gaylord Simpson már 1945-ben elvetette, és így napjainkra teljességgel elavulttá vált, a magyar ismeretterjesztő irodalom ezt gyakorta figyelmen kívül hagyja, és így még ma is találkozni a „kevésfogú erszényesek” elnevezéssel. A rend tudományos neve (Diprotodontia) ugyan azonos azzal, amelyet a kevésfogú erszényesek tudományos neveként is használtak, ám az eredeti magyar megfelelő használata – a rendszertanban bekövetkezett változások miatt – ma már nem időszerű.

## Rendszerezés
- †Brachalletes nem
- †Koalemas nem
- †Nimbadon nem
- †Sthenomerus nem
- †Palorchestidae család
- †Erszényesoroszlán-félék (Thylacoleonidae) családja
- †Wynyardiidae család
- Kengurualkatúak (Macropodiformes) alrendje
  - †Galanarla nem
  - †Ganguroo nem
  - †Balbaridae család
  - Pézsma-patkánykenguru-félék (Hypsiprymnodontidae) családja
  - Kengurufélék (Macropodidae) családja
  - Patkánykenguru-félék (Potoroidae) családja
- Kuszkuszalkatúak (Phalangeriformes) alrendje
  - Erszényesmókus-szerűek (Petauroidea) öregcsaládja
    - Tollfarkú erszényesek (Acrobatidae) családja
    - Erszényesmókus-félék (Petauridae) családja
    - Gyűrűsfarkú erszényesek (Pseudocheiridae) családja
    - Mézrablóerszényes-félék (Tarsipedidae) családja

  - Kuszkuszszerűek (Phalangeroidea) öregcsaládja
    - Erszényespele-félék (Burramyidae) családja
    - Kuszkuszfélék (Phalangeridae) családja
- Vombatalkatúak (Vombatiformes) alrendje
  - †Diprotodontidae család
  - †Ilariidae család
  - Koalafélék (Phascolarctidae) családja
  - Vombatfélék (Vombatidae) családja
  - †Zygomaturidae család